# Chalcomela splendens
Chalcomela splendens es una especie de  coleóptero de la familia Chrysomelidae.
Fue descrita científicamente en 1826 por Macleay.